# Wiener Frauenpreis

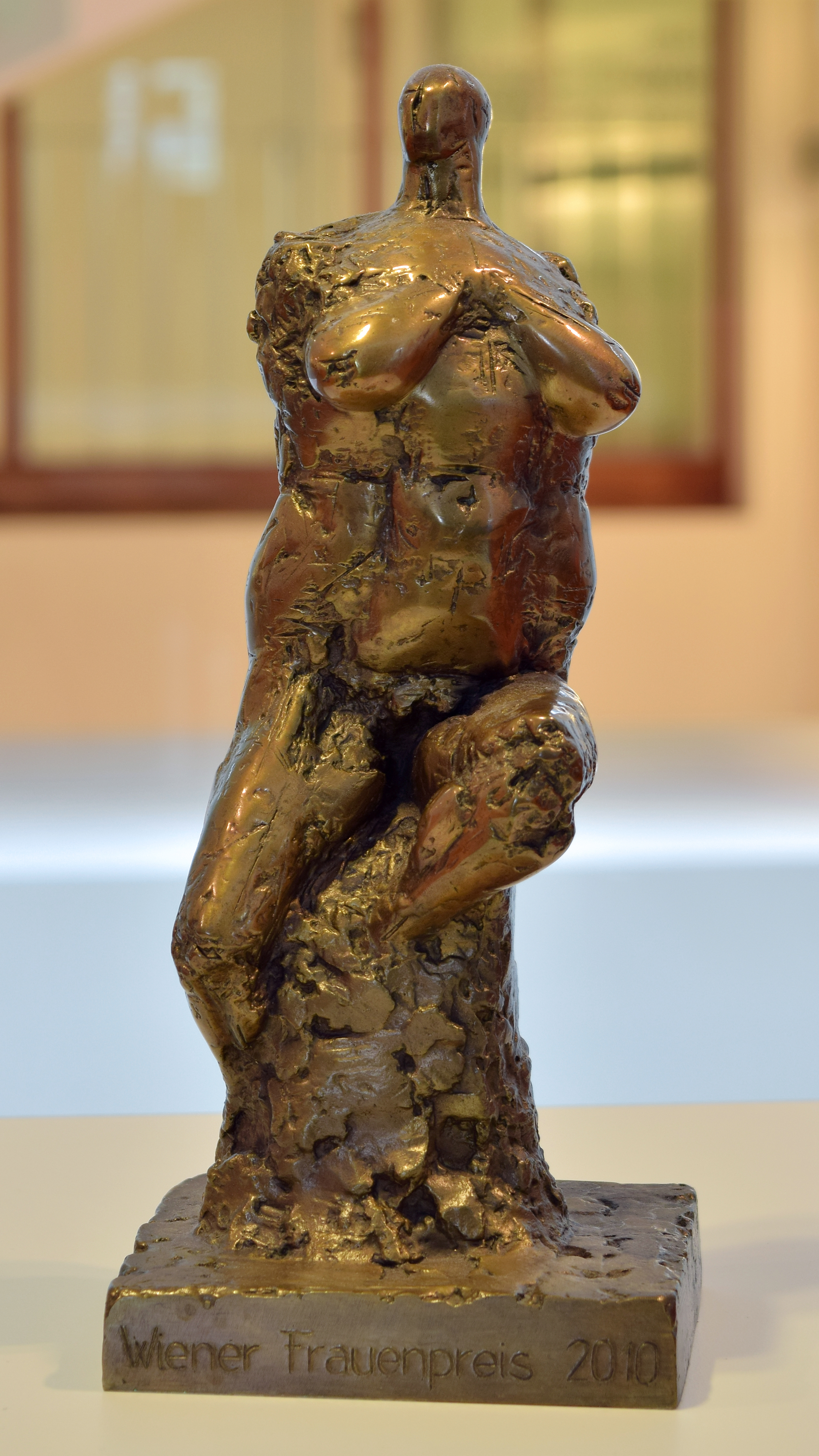
Wiener-Frauenpreis-Statue „Lisa“ von Verena Kranebitter, 2004

Der Wiener Frauenpreis wird von der Stadt Wien seit dem Jahr 2002 jährlich unter dem Motto „Frauen sichtbar machen“ verliehen, um besondere Leistungen der Preisträgerinnen zu würdigen. Er wird von der Frauenstadträtin im Wiener Rathaus in Form einer Bronzestatue vergeben und ist mit 3.000 Euro dotiert (Stand 2019).

## Preisträgerinnen
- 2002:
  - Elfriede Hammerl, Publizistin, Langjährige, herausragende publizistische Leistung
  - Andrea Wukovits, Anwältin für Recht und Justiz
- 2003:
  - Ingrid Nikolay-Leitner, Gleichbehandlungsanwältin, Herausragende Arbeit im Sinne von Gleichstellung
  - Johanna Rachinger, Direktorin der Nationalbibliothek, Würdigung ihres persönlichen Engagements für betriebliche Frauenförderung
- 2004:
  - Helene Klaar, Rechtsanwältin für Besondere Verdienste um Frauen im Scheidungsfall
  - Emmy Werner, ehemalige Direktorin des Wiener Volkstheaters für Verdienste um Kunst und Kultur
- 2005:
  - Sieglinde Rosenberger, Politikwissenschafterin, Anerkennung für besondere Forschungsleistungen im Bereich Frauen und Politik
  - Heidi Schrodt, Direktorin Gymnasium Rahlgasse, Anerkennung für besondere Leistungen bei der Förderung von Mädchen im Bildungsbereich
- 2006:
  - Brigitte Ederer, Generaldirektorin Siemens Österreich, Besondere Leistungen im Bereich Wirtschaft und Management
  - Ruth Wodak für Besondere Leistungen im Bereich Forschung und Wissenschaft
- 2007:
  - Tamar Citak, Vorsitzende des Vereins Orient Express, Gewaltschutz
  - Renée Schröder, Leiterin der Abteilung für Biochemie
  - Max F. Perutz Labor, Universität Wien, Untypische Frauenberufe
- 2008:
  - Ruth Klüger, Professor of German emerita, Schriftstellerin, Gedenkjahr 1938
  - Zeynep Elibol, Direktorin Islamische Fachschule für Soziale Bildung, „Bildung“
  - Johanna Dohnal, Bundesministerin a. D., Ehrenpreis Lebenswerk
- 2009:
  - Margit Schratzenstaller, Referentin für öffentliche Finanzen, Österreichisches Institut für Wirtschaftsforschung, Besondere Leistungen im Bereich Sozial- und Wirtschaftswissenschaften
  - Eva Geber, Mitherausgeberin von AUF – Eine Frauenzeitschrift, Herausragende Leistungen im feministischen Diskurs
- 2010:
  - Marlene Streeruwitz, Autorin und Regisseurin, für Literarische Auseinandersetzung mit Rollenbildern
  - Ingrid Moritz, Leiterin der Abteilung ‚Frauen – Familie‘ in der Arbeiterkammer Wien, für Steter Einsatz für Einkommensgerechtigkeit
- 2011:
  - Valie Export, Künstlerin, für Bildende Kunst
  - Ina Wagner, Wissenschaftlerin, für Informations- und Kommunikationstechnologie
- 2012:
  - Gabriella Hauch, Professorin für Geschichte der Neuzeit, Frauen- und Geschlechtergeschichte an der Universität Wien
  - Sabine Derflinger, Regisseurin, in der Kategorie Film
- 2013:
  - Elsa Prochazka, Architektin, in der Kategorie Architektur[2]
  - Eva Jantschitsch, Musikerin, in der Kategorie Musik
- 2014:
  - Julya Rabinowich, Schriftstellerin, in der Kategorie Literatur und Kunst[3]
  - Kathrin Zechner, ORF-Fernsehdirektorin, in der Kategorie Medien und Management
- 2015:
  - Christine Scholten, Ärztin, für Selbstbestimmung von Frauen mit Migrationshintergrund
  - Elke Graf, Leiterin pro:woman Ambulatorium, für Selbstbestimmung über den eigenen Körper[4]
- 2016:
  - Beate Wimmer-Puchinger, Frauengesundheitspionierin
  - Maria Mayrhofer, Politikwissenschaftlerin, für ihre Initiative #aufstehn[5]

- 2017
  - Astrid Zimmermann, Generalsekretärin des Presseclubs Concordia
  - Katharina Mader, Wissenschaftlerin am Institut für Institutionelle und Heterodoxe Ökonomie an der WU
- 2018
  - Doris Damyanovic, Professorin für Landschaftsplanung an der Universität für Bodenkultur Wien, in der Kategorie Städtebau
  - Yvonne Scheer, Genderbeauftragte des eSport Verband Österreich, in der Kategorie Gaming
  - Andrea Brem, Geschäftsführerin der Wiener Frauenhäuser, in der Kategorie Gewaltschutz

- 2019
  - Kategorie Digitalisierung: Martina Mara[6]
  - Kategorie Frauenförderung in technischen Unternehmen: Traude Kogoj, Diversity-Beauftragte des ÖBB-Konzerns
  - Kategorie Frauenförderung in der Wissenschaft: Anna Steiger, Vizerektorin für Personal und Gender an der TU Wien

- 2020[7]
  - Kategorie Sport: Ilse Dippmann
  - Kategorie Kunst und Kultur: Barbara Klein
  - Kategorie Alltagsheldin: Trixi Mikes

- 2021[7]
  - Kategorie Arbeitsmarkt: Manuela Vollmann
  - Kategorie Gendermedizin: Alexandra Kautzky-Willer
  - Sonderpreis in der Kategorie Vorwissenschaftliche Arbeit einer Schülerin: Chiara Helin Arduc
  - Anerkennung für langjährige Mitglieder der Jury: Brigitte Handlos und Tessa Prager

- 2022[8]
  - Kategorie Schauspiel: Verena Altenberger
  - Kategorie Alltagsheldin: Helga Tippel
  - Kategorie Frauennetzwerke: Frauennetzwerk Medien – Martina Madner und Alexandra Wachter

- 2023:[9]
  - Kategorie Regie: Katharina Mückstein
  - Kategorie Alltagsheldin: Clara Gallistl
  - Käthe-Leichter-Sonderpreis der Stadt Wien: Stefanie Wöhl